# Guzmania eduardi
Guzmania eduardi är en gräsväxtart som beskrevs av Éduard-François André och Carl Christian Mez. Guzmania eduardi ingår i släktet Guzmania och familjen Bromeliaceae. Inga underarter finns listade i Catalogue of Life.